# Pitcairnia sulphurea
Pitcairnia sulphurea là một loài thực vật có hoa trong họ Bromeliaceae. Loài này được Andrews miêu tả khoa học đầu tiên năm 1802.